# Shi Taifeng
Shi Taifeng är en kinesisk kommunistisk politiker på ledande nivå. Han är chef för centrala avdelningen för enhetsfronten och är sedan 22 oktober 2022 ledamot i politbyrån i Kinas kommunistiska parti.
Under kulturrevolutionen sändes Shi till sin hembygd för att ägna sig åt kroppsarbete. Shi fick med i Kinas kommunistiska parti 1982 och har examina i juridik från Pekings universitet.
Han har varit partichef i Inre Mongoliet och Ningxia.